# 松浦信号場
松浦駅（ソンポえき）または松浦信号場（ソンポしんごうじょう）は大韓民国慶尚北道永川市にかつて存在した韓国鉄道公社（KORAIL）の中央線の駅である。

## 歴史
- 1966年7月11日：開業。
- 1974年12月5日：廃止。
- 1979年2月1日：再開業。
- 1984年6月1日：旅客取扱開始。
- 2008年3月10日：旅客取扱中止。
- 2021年12月28日：中央線複線電鉄化に伴う線路移設により廃止。

## 隣の駅
韓国鉄道公社
中央線
永川駅 - 松浦信号場 - (林浦駅) - (阿火駅) - 乾川駅